# Eine Übertretung
Eine Übertretung ist ein erstmals 1975 erschienener Sammelband mit sieben Erzählungen von Hermann Kant. 

## Inhalt

### Ein Festbeitrag
Der Erzähler ist Beschäftigter des Städtischen Hauptanzeigers und arbeitet am Weihnachtstag. Hier soll er Fotos für eine Bildreihe mit dem Titel Gesichter unserer Zeit zusammenstellten, wobei er eine Aktaufnahme einer jungen Frau vorfindet. Er setzt sich für den Abdruck ein, was aber zu Verwicklungen mit seinen Vorgesetzten führt, die Kritik fürchten. Aufgrund des Lavierens zwischen einer dem Titel gemäßen Darstellungen junger Leute und einem Ausgleich mit der älteren Generation wird das Bild zwischen weniger verfängliche Aufnahmen gesetzt. Die Reihe findet letztlich sowohl nationale wie internationale Beachtung. Mehrere beteiligte Vorgesetzte des Erzählers verlassen hingegen aufgrund der unterschiedlichen Kritiken das Blatt.  

### Kommen und Gehen
Während einer Jugendweihezeremonie spricht der örtliche Bürgermeister zu den Jugendlichen, da die Vorsitzende des Jugendweiheausschusses, seine Amtsvorgängerin Hanna Barlow, einen Tag vorher verstorben ist. Er beruft sich überwiegend auf ihre Notizen und berichtet über das Schicksal eines Mannes, der in der Weimarer Republik in seinem kleinen Wohnort Barske für seine kommunistische Überzeugung diskriminiert und während des Dritten Reiches inhaftiert wurde. Kurz vor Kriegsende gelingt ihm die Flucht, wobei er sich im Stall von Barlows Grundstück versteckt. Hannas Mann vertreibt den Flüchtigen, verzichtet aber auf eine Anzeige, da er selbst nicht verdächtigt werden möchte. Nach Kriegsende sucht der ehemalige Geflüchtete, mittlerweile als Landrat amtierend, Hanna auf und bittet sie, sich im neuen Gesellschaftssystem politisch zu engagieren. Zum Ende fordert er die jungen Leute zu steter Offenheit Neuem gegenüber auf, verweist auf bekannte Persönlichkeiten wie Leonardo da Vinci und Karl Marx und zitiert Thomas Mann.

### Eine Unklarheit
Der Erzähler wird per Rettungswagen ins Hospital gebracht und dort über seine Krankengeschichte befragt. Dabei erwähnt er die Vermutung, im Alter von fünf Jahren an Typhus gelitten zu haben. Seine Unsicherheit in dieser Frage verstimmen den behandelnden Arzt sowie die Krankenschwester, da es sich um eine ernsthafte Erkrankung handelt. Er versucht sich zu erinnern, kann sich aber nur auf die ungenauen Angaben seiner Mutter und die Tatsache, dass er die erste Klasse wiederholen musste, berufen. Er gerät ins Plaudern, bringt den Mediziner aber damit noch mehr gegen sich auf. In das Krankenbett neben ihm wird kurz darauf ein Mann gelegt, der von einem Kaninchen gekratzt wurde und sich deswegen eine Infektion zuzog. Seine einfache Darlegung des Falls wird vom Arzt als vorbildlich bezeichnet, was den Erzähler in Verlegenheit bringen soll.

### Anrede der Ärztin O. an den Staatsanwalt F. gelegentlich einer Untersuchung
Eine Ärztin möchte am Staatsanwalt Flottbeck eine EEG-Untersuchung durchführen. Zu deren Vorbereitung wird er am Schlafen gehindert, um durch die Müdigkeit ein unverfälschtes Ergebnis zu erzielen. Aufgrund dessen spricht sie unentwegt zu ihm, u. a. über die Gefallsucht von Medizinern verschiedener Fachrichtungen, das Justizwesen, die Herstellung von Schmalz und die nicht bestehende Helmpflicht für Beifahrer von Krafträdern. Schließlich ist er soweit ermüdet, dass die Untersuchung beginnen kann.

### Eine Übertretung
Der Erzähler möchte, wie schon mehrmals zuvor, am Grenzübergang Wartha/Herleshausen in die BRD fahren. Während der Kontrolle bitten ihn ein Grenzposten, ein Zollbeamter und ein Mediziner, eine 92-Jährige mitzunehmen. Sie möchte zu ihrem Neffen Siegfried nach Westdeutschland übersiedeln, jedoch ist niemand zur Abholung erschienen. Er geht darauf ein. Die Greisin hält ihn jedoch zunächst für Siegfried und scheint außerdem kurz vor dem Tod zu stehen. Der Erzähler ist darüber sehr nervös, die alte Frau lehnt jedoch eine Rückkehr ab, da sie schon abgemeldet ist. Der Erzähler befürchtet wiederum den bürokratischen Aufwand, den ihm ihr Ableben im Grenzgebiet verursachen könnte. Letztlich kommen sie jedoch an und der wartende Siegfried nimmt seine Tante in Empfang.

### Schüttelrost
Der Erzähler ist mit seiner Familie per Auto auf dem Weg zu einer Jugendweihe. In der Nähe des Tollensesees versucht er über einen Feldweg abzukürzen. Dabei verhakt sich aber die hintere Radaufhängung in den Überresten eines Pfluges, der halb in der Erde steckt. Nach vergeblichen Bemühungen das Fahrzeug zu befreien, tritt ein Ortsansässiger, ein Altnazi und Verehrer der Luise von Mecklenburg-Strelitz, hinzu. Er unternimmt ebenfalls erfolglose Versuche und provoziert den Erzähler außerdem mit seinen politischen Äußerungen. Dieser ist letztlich so entnervt, dass er den Pflug mit bloßen Händen freilegt und ihn dadurch von der Aufhängung lösen kann.

### Lebenslauf, zweiter Absatz
Ein Wehrmachtssoldat, der an der 1. Belorussischen Front dient, desertiert, nachdem er einen Rotarmisten erschossen hat. Er versteckt sich in einem Bauernhaus bei Koło und findet hier etwas zu essen. Als es an der Tür klopft, kriecht er unter das Bett und hört die Aufforderungen des Hausbesitzers, hervorzukommen, da sie von Soldaten umstellt sind. Der Erzähler ergibt sich daraufhin.

## Veröffentlichungen
Das Werk erschien zwischen 1975 und 1990 in fünf Auflagen beim Verlag Rütten und Loening, der auch andere Bücher Kants in der DDR verlegte. 1976 publizierte der Luchterhand Literaturverlag den Band in der BRD, 1978 erschien bei J. M. Meulenhoff eine niederländische Fassung. Im darauffolgenden Jahr veröffentlichte der Verlag Európa Könyvkiadó das Werk in Ungarn.

## Erzählweise
Die Geschichten werden ausschließlich aus Sicht eines Ich-Erzählers geschildert, während Kant im Vorgängerband Ein bißchen Südsee vereinzelt auch den auktorialen Erzählstil nutzte. Kommen und Gehen und Anrede der Ärztin O. an den Staatsanwalt F. gelegentlich einer Untersuchung sind Monologe ohne Beschreibung einer äußeren Handlung.

## Sonstiges
Der Autor widmete die vierte Auflage seiner damaligen Frau Vera Oelschlegel.